# 여건욱
여건욱(呂虔旭, 1986년 9월 16일 ~ )은 전 KBO 리그 LG 트윈스의 투수이자, 현재 LG 트윈스의 데이터분석팀 프런트이다.

## 선수 시절

### SK 와이번스시절
2009년 SK 와이번스의 2차 5순위(전체 40순위) 지명을 받아 입단했다.

### 경찰 야구단시절
2010년 시즌 후에 입단했다.

### SK 와이번스복귀
2013년 4월 3일 두산전에서 6이닝 무실점으로 데뷔 첫 승을 기록했다.
2014년에는 선발 투수들의 이탈과 부진으로 선발진에 공백이 생기자 후반기에 임시 4선발로 나서기도 했다.

### LG 트윈스시절
2015년 7월 24일 당시 LG 트윈스 소속이었던 신재웅, 정의윤, 신동훈과 SK 와이번스 소속이었던 그와 진해수, 임훈의 3:3 트레이드를 통해 이적하였다.
 별다른 모습을 보여 주지 못하고 2020년 시즌 후 방출됐다.

## 야구선수 은퇴 후
2021년에는 김현욱이 운영하는 유소년 야구 아카데미 '몸 편한 야구'에서 코치로 활동했다.
2022년부터 LG 트윈스의 데이터분석팀 프런트로 활동한다.

## 출신 학교
- 광주서림초등학교
- 광주동성중학교
- 광주제일고등학교
- 고려대학교

## 통산 기록
| 연도 | 팀명  | 평균자책점 | 경기 | 완투 | 완봉 | 승 | 패 | 세 | 홀 | 승률  | 타자 | 이닝  | 피안타 | 피홈런 | 볼넷 | 사구 | 탈삼진 | 실점 | 자책점 |
| ---- | ----- | ---------- | ---- | ---- | ---- | -- | -- | -- | -- | ----- | ---- | ----- | ------ | ------ | ---- | ---- | ------ | ---- | ------ |
| 2009 | SK    | 5.40       | 2    | 0    | 0    | 0  | 0  | 0  | 0  | -     | 7    | 1.2   | 1      | 1      | 2    | 0    | 0      | 1    | 1      |
| 2013 | SK    | 8.64       | 10   | 0    | 0    | 1  | 3  | 0  | 0  | 0.250 | 124  | 25    | 29     | 5      | 21   | 2    | 12     | 24   | 24     |
| 2014 | SK    | 6.20       | 28   | 0    | 0    | 3  | 3  | 0  | 0  | 0.500 | 310  | 69.2  | 81     | 16     | 28   | 0    | 50     | 50   | 48     |
| 2017 | LG    | 0.00       | 3    | 0    | 0    | 0  | 0  | 0  | 1  | -     | 17   | 3.1   | 4      | 0      | 3    | 0    | 3      | 0    | 0      |
| 2018 | LG    | 4.76       | 18   | 0    | 0    | 0  | 0  | 0  | 0  | -     | 103  | 22.2  | 27     | 1      | 8    | 4    | 15     | 13   | 12     |
| 2019 | LG    | 3.94       | 25   | 0    | 0    | 0  | 0  | 0  | 0  | -     | 130  | 29.2  | 35     | 2      | 8    | 1    | 24     | 14   | 13     |
| 2020 | LG    | 7.16       | 25   | 0    | 0    | 1  | 3  | 1  | 2  | 0.250 | 124  | 27.2  | 36     | 8      | 4    | 3    | 18     | 24   | 22     |
| 통산 | 7시즌 | 6.01       | 111  | 0    | 0    | 5  | 9  | 1  | 3  | 0.357 | 815  | 179.2 | 213    | 33     | 74   | 10   | 122    | 126  | 120    |